# 新古典的現実主義
新古典的現実主義（しんこてんてきげんじつしゅぎ、英: Neoclassical realism）は、国際関係論における現実主義学派のひとつである。伝統的現実主義および新現実主義に連なる現実主義学派の第三世代であり、「新古典的」という形容には、伝統的な現実主義の再興、そして新現実主義と伝統的現実主義の統合を目指している意味がこめられている。ギデオン・ローズが、書評論文でこの用語を最初に使ってから広まった.

## 概要
新古典的現実主義の発展を促した主要な動機は、新現実主義が「国際政治の理論」に分類される政治的結果を説明することのみ有益であり、特定の国家の行動（「対外政策の理論」）に関して提供できるものが何もないという事実であった。システム上の誘因と国家の対外政策決定の間に国内という媒介変数を加えることによって「ケネス・ウォルツの理論を論破するのではなく、改良すること」が基本的なアプローチである。国際システムにおけるパワーの配分を独立変数、システムおよび国内の誘因に対する国内認識を媒介変数、そして対外政策決定を従属変数とするのが新古典的現実主義の基本的図式である。
新古典的現実主義は、外交政策における政策決定者のパワーや行動の自由に影響を与える認知的変数（システム上の圧力の認識や誤認、あるいは他国の意図や脅威）および国内上の変数（国家制度、国内社会のエリート層や社会集団）に加えて、システム上の変数（国家間の能力の配分）によって、国際システムにおける国家の行動が説明可能であると主張する。勢力均衡概念が有効であるとしながらも、新古典的現実主義は、国家の不信感や他国を正確に認識できないこと、あるいは国家指導者が国家のパワーや国民の支持を動員できないことが国際システムにおける不均衡、大国の興亡、戦争を導く不十分な拡張あるいは過小な均衡行動（underexpansion or underbalancing behaviour）を生み出すと論じる。
- 「適切な均衡 Appropriate balancing」 - 国家が適切に他国の意図を認識して、それにしたがって均衡行動をとるとき生じる均衡行動。
- 「不適切な均衡 Inappropriate balancing」あるいは「過剰な均衡 Overbalancing」 - 国家が誤って他国を脅威と認識し、均衡行動をとるために必要以上に多くの資源を使い、不均衡を引き起こす均衡行動。
- 「過小な均衡 Underbalancing」 - 非効率性あるいは実際よりも他国を脅威ではないと不正確に認識するかによって国家が均衡行動に失敗し、不均衡を引き起こす均衡行動。
- 「非均衡 Nonbalancing」 - 国家が責任転嫁（buck passing）、追従（bandwagoning）、その他の回避行動を通じて均衡行動を避ける。

新古典的現実主義は、これまで対外政策の理論についてのみ有効とされてきたが、ランドール・シュウェラーは、ある種類の政治的結果を説明するためにも有効だと主張している.
新古典的現実主義は、研究上の観点からとくに魅力的である。なぜならばそれは、ウォルツが現実主義にもたらした理論的厳格さの多くを保持しているからであり、しかし同時に理論を検証するおもな方法が事例研究の過程詮索であるので、内容豊かな分析を容易に取り込める。

## 主な研究者
- ウィリアム・ウォルフォース
- トーマス・クリステンセン
- ランドール・シュウェラー

## 文献
- Neoclassical realism, the state, and foreign policy, edited by Steven E. Lobell, Norrin M. Ripsman, Jeffrey W. Taliaferro, Cambridge University Press, 2009.